# Absorbeur acoustique actif
 (mars 2016).
Si vous disposez d'ouvrages ou d'articles de référence ou si vous connaissez des sites web de qualité traitant du thème abordé ici, merci de compléter l'article en donnant les références utiles à sa vérifiabilité et en les liant à la section « Notes et références ».
Un absorbeur électroacoustique, est un appareil qui absorbe tout ou partie des sons qui lui parviennent dans le but de diminuer la réverbération acoustique et les résonances d’un local.

## Explication
Lorsque la réverbération sonore est trop importante elle déforme la transmission acoustique et perturbe l’intelligibilité d’un message.
Pour la transmission de la parole le spectre nécessaire va de 150 Hz à 5 kHz, soit des longueurs d’onde  de 2,3 m à 7 cm.
Les matériaux poreux (tapis, rideaux, fauteuil etc.…) présentent une absorption passive efficace pour le spectre de la parole. Leur épaisseur est de l’ordre, ou plus grande, que le quart de la longueur d’onde. Du fait de la faible épaisseur des matériaux poreux, le temps de réverbération des locaux est naturellement plus important en basses fréquences que dans le reste du spectre.
Si l’on souhaite homogénéiser le temps de réverbération des basses fréquences (20 Hz à 100 Hz respectivement   =17 m à 3,4 m) par rapport aux fréquences moyennes, les absorbeurs passifs sont beaucoup trop encombrants. Les bass-traps (absorbeurs de basses fréquences à résonateur ou à membrane) sont un peu moins encombrants, mais leur bande passante est limitée.
Grâce à la possibilité de maîtriser l’impédance acoustique, seuls les absorbeurs actifs peuvent être efficaces en basses fréquences pour de faibles encombrements.

## Technique
Un mur transforme l’énergie cinétique de la vitesse acoustique en énergie de pression acoustique. La surpression crée l'onde de retour et provoque la résonance avec les autres murs. L’absorbeur actif doit convertir cette pression acoustique en vitesse acoustique, ce qui évite le renvoi de l’énergie. La vitesse est absorbée dans le volume clos.
1. Le microphone capte la pression acoustique en large bande.
2. Les filtres limitent la bande passante et contrôlent la phase du signal.
3. Le limiteur permet d’éviter les saturations (création d’harmoniques audibles).
4. L’amplificateur adapte le gain de la boucle.
5. Le signal de pression est transformé en signal de vitesse par une intégration et une source de courant (patent pending).
6. Le transducteur transforme le signal électrique en vitesse acoustique.
7. La chambre de silence est séparée de l’extérieur par une résistance acoustique. À l’intérieur de cette chambre on obtient le maximum de vitesse donc le minimum de pression acoustique.